# カスタマーハラスメント
カスタマーハラスメント（和製英語：Customer harassment）とは、顧客からの暴行、脅迫、暴言、不当な要求といった、理不尽で著しい迷惑行為を指す。顧客は消費者だけでなく企業間取引の相手先も含まれる。顧客（カスタマー）＋嫌がらせ（ハラスメント）を組み合わせた造語で、日本では略してカスハラともいう。
日本では2010年代前半頃から、悪質なクレーマーに対して「カスタマーハラスメント」の名称を用いる動きが見られるようになった。

## 定義
厚生労働省は2022年（令和4年）にカスタマーハラスメント対策マニュアルを作成しており、企業が従業員を守るために対応するべき課題の一つに挙げている。そのマニュアルの中で、厚生労働省はカスタマーハラスメントを以下のように定義している。その解釈や判断基準、具体例などの詳細もマニュアルに記載されている。
顧客等からのクレーム・言動のうち、当該クレーム・要求の内容の妥当性に照らして、当該要求を実現するための手段・様態が社会通念上不相当なものであって、当該手段・様態により、労働者の就業関係が害されるもの—厚生労働省、『カスタマーハラスメント対策企業マニュアル』
同マニュアルでは「顧客等の要求の内容が妥当性を欠く場合」と「要求を実現するための手段・態様が社会通念上不相当な言動」に当たる場合を、具体例を挙げながら説明しており、いずれかに該当する場合はカスタマーハラスメントにあたるとした。
もっとも、顧客からのクレームや苦情全てがカスタマーハラスメントにあたるわけではなく、商品・サービスや接客態度・システム等に対する不平・不満は、業務改善や新たな商品・サービス開発につながるものでもあることを指摘した上で、上記の定義にあてはまるような行為は、企業や組織に金銭、時間、精神的な苦痛等、多大な損失を招くことが想定されるため、事業者に対して具体的な取り組みを提案している。

## 調査

### 加害者側の調査
2020年のUAゼンセンの調査によると、カスタマーハラスメントの加害者は以下の通りであり、中高年男性の割合が高かった。
- 男性が74.8%
- 50代が30.8%、60代が28.0%、70代以上が11.5%

### 被害者側の調査
2020年（令和2年）の厚生労働省の調査によると、過去3年間にカスタマーハラスメントの相談を受けた企業の割合は19.5%だった。また、カスタマーハラスメントを経験したと回答した労働者の割合は15.0%だった。
この他の調査で判明したカスタマーハラスメントの経験率は、2021年の国公労連の調査によると中央官庁職員で60.3%、2020年のUAゼンセンの調査によるとサービス業従業者で56.7%などが判明している。また、エス・ピー・ネットワークも2019年と2021年に実態調査を行っている。関西大学社会学部教授でカスハラに詳しい池内裕美の調査によると、百貨店や家電製品関連の店頭でのカスタマーハラスメント遭遇率が高い。
カスタマーハラスメントに苦しんだことによる従業員の休職や退職、自殺も起きている。

### カスハラ認識の調査
調査会社Helpfeelは、北海道から九州地方に住む20代から60代の1070人に対し、10の言動について「カスハラだと思う」、「カスハラだと思わない」の二択で回答を求め、年代別および地域別に分析を行った。その結果「『お前』呼び」、「電車遅延へのクレーム」、「プライベートな連絡先を聞く」、「不機嫌な態度」が、全国共通で7割以上の回答者にカスハラと判定された。一方で「サービス提供遅れへの指摘」、「おまけの要求」については年代が高いほど許容する傾向がある一方、Z世代は2人に1人が「値引き交渉」をカスハラと認識していることがわかった。その一方で、撮影やSNS発信については若い世代ほどカスハラにあたらないと考えていることがわかった。地域別にみると九州地方がカスハラへの感度が最も高く、関西地方が最も寛容であったとし、カスハラの捉え方は世代や地域によって差があり、一様ではないことが明らかとなった。

## 研究

### 民法上の法律関係
例として商品の売買が行われた事例を考えると、民法上、買主である従業員は契約によって商品を引き渡す義務が生じ、買主である顧客は代金を支払う義務を負う（民法555条）。このように売買契約は、法律上、両当事者が相互に「対価関係にある」義務を負っているという意味で「双務契約」と呼ばれる。民法は、このような契約関係にある当事者同士が対等・公平であることを原則としており、法律上、顧客と従業員は「対等な関係にある」といえる。上記のような法律関係からは、正当な商品提供をこえたサービスを要求する権利はないし、そのような要求に応える義務もない。すなわちカスタマーハラスメントは「法的な根拠のない要求」ということができる。
但し、上記のように一旦契約が成立した場合、売主には瑕疵のない商品やサービスを提供する義務があり、これをしないと債務不履行となる。売主は、一方的に契約を解除することができるが、カスハラを理由に契約を解除するには、法的に正当な理由が必要となる。解除の有効性について裁判で争われ、正当性がないと判断された場合、売主は買主に対し損害賠償責任を負うこととなるため、カスハラを念頭に置き「事業者からの解除」についての条項をあらかじめ契約に盛り込むことが重要である。なお、契約が解除されると、契約の効果が過去に遡ってなかったこととなり、売主には代金返還義務が、買主には商品返還義務が生じる（原状回復義務、民法545条1項）。原状回復完了後も、長時間店内に居座って文句を言ったり、立ち去るよう求められても立ち去らなかった場合、威力業務妨害罪や不退去罪によって処罰される場合がある。

### 桐生正幸による研究
学術的観点からカスタマーハラスメントを捉えた書籍として、桐生正幸著『カスハラの犯罪心理学』がある。東洋大学社会学部教授である桐生は、UAゼンセンのデータや科学研究費による調査で加害者と被害者との関係性を分析しており、「接客対応者におけるカスタマーハラスメント被害経験の分析」などいくつかのカスタマーハラスメントに関する学術論文を執筆している。

### 安宅真由美による研究
東洋大学准教授の安宅真由美は、接客業における「対等性」のあり方について以下のように考察している。
安宅は、接客業における「ホスピタリティ」を「お客様に優しく尽くすこと」と理解することがまず問題であると指摘する。顧客との関係を上下のあるものとするがゆえに、言いたいことを我慢することを強いられ、その結果として仕事に対する満足度や意欲が低下してしまうのだという。
安宅は、ホスピタリティとは「8つの相互性」からなる概念であるとの先行研究を引用し「対等性」こそがその基盤となっていると論じている。そして「対等性」を接客の中で発揮するためには「アサーション」が重要であると説く。「アサーション」は辞書的には「自己主張」と訳されるが、攻撃的な主張態様と明確に区別するためあえて日本語に訳さず「自他尊重を基礎に置いたコミュニケーションの理論とスキルの総体」との定義を引用する。そしてそのようなスキルを会得するための「アサーティブ・トレーニング」が重要であるという。
以上の議論を踏まえた上で、安宅は、日本の接客業においては「対等性」や「主張性」は常に発揮されることが望ましいわけではないと強調する。日本の接客文化は、顧客に対して従属的になりがちな反面、きめ細やかな接客の土壌となっている。「対等性」を前面に出しすぎると、相手のことを第一に考え、顧客の要望を察し、細やかな気配りを是とする日本の接客の美徳と対立するとし、普段のやりとりでは顧客を最大限に配慮し、時には「引く」コミュニケーションを重視すべきと主張する。一方で、不当な要求をされるなど「対等性」が損なわれるような場面では、状況に応じて「アサーション」することが従業員の自尊感情を保つ意味でも重要とし、日本の接客業においては「ホスピタリティ」の発揮と「アサーション」のバランスが重要だと主張した。

## 分類
カスタマーハラスメントは、次の8パターンに分類されることもある。
1. 長期間拘束型：客や患者が従業員に対し、長時間クレーム対応を強いる。
2. リピート型：電話などで同じ内容や無意味な質問を繰り返し問い合わせをする。
3. 暴言型：怒鳴り声をあげたり「馬鹿（阿呆）、死ね、あんた、お前、のろま、能無し」などの侮辱的発言や威圧的な口調で従業員を怒鳴りつけて泣かせる。
4. 暴力型：蹴る、殴る、胸倉を掴むなどの身体への接触だけでなく、水をかけたり、物を投げつけたり、机を叩く、椅子や棒を振り回す危険行為や土下座強要も含む。
5. 威嚇脅迫型：従業員に危害を加えることを予告して怖がらせる。
6. 権威型：やたらと威張って要求を通そうとする。
7. 店舗外拘束型：客や患者の自宅や特定の喫茶店、ファミリーレストランなどに呼びつけてクレームを言ったり、謝罪を要求し、長時間拘束させる。
8. ネット中傷型：会話をスマートフォンで無断で録音ないし撮影し、写真や音声、動画をSNSなどにアップロードして従業員の名誉やプライバシーを侵害する。

### 事例
- 商品としての機能に問題ない程度の不具合をことさらに指摘する[22][注釈 3]。
- 介護施設において、介護者に暴言を吐いたり、暴力を振るったりする[23]。
- タクシーの車内で、運転中の運転手をスマートフォンで撮影し、中傷の言葉を添えてインターネット上で公開する[24]。

## 対応

### 行政
2019年6月、国際労働機関は総会で、カスタマーハラスメントを含む暴力やハラスメントの廃絶を目指すハラスメント禁止条約を採択した。日本も賛成したが、批准は見送っている。
2022年（令和4年）2月25日、厚生労働省はカスタマーハラスメント防止対策の一環として「カスタマーハラスメント対策企業マニュアル」やそのリーフレット・ポスターを作成した。
滋賀県はカスタマーハラスメントに対して、行政職員に向けて護身術の講習を開催したり、庁舎内に刺股を配備するといった対策を行っている。

### 企業
2022年頃から、カスタマーハラスメントへの対応を取る企業も増えてきている。例えば、任天堂は2022年（令和4年）10月、製品の修理サービス・保証規定にカスタマーハラスメントの項目を追加し、交換や修理を断る可能性を明記した。この他にも、髙島屋、リーガロイヤルホテル、ホテルグランヴィア大阪、JR西日本など、カスタマーハラスメントが発生しやすい業種の企業は、マニュアル作成などの対応を取り始めている。
髙島屋やJR西日本、JR東日本、東京メトロ、ANAホールディングス、NTTドコモ、しまむら、ローソンなどは、どんな行為がカスタマーハラスメントに該当するかを広く知ってもらうとともに、従業員を守る姿勢を明示するため、対応策を公表している。また、小売業やサービス業を中心に、名指しでのクレーム電話を防いだり従業員の名前がSNS等に投稿されるリスクを減らすため、あるいは一部の顧客が名札を凝視すること（従業員への様々なストレスになる）を減らす目的で、名札を廃止したり役職名や「STAFF」などの役割名に変更する動きもみられる。
医療機関においても、患者やその家族からのカスタマーハラスメントに対しては、対応の打ち切りや診療拒否、警察への通報、弁護士への相談などの対応を行う方針を掲げるなどして、対応を進めている。医療機関におけるカスタマーハラスメントは、患者 (patient) からのハラスメントであることから「ペイシェントハラスメント」と呼ばれることもある。
公共交通機関の例では、2023年（令和5年）には第一観光バス (秋田県)が、地方紙『北羽新報』に「その苦情、行き過ぎじゃありませんか？（カスタマーハラスメントについて）」と題した意見広告を掲載し、これがTwitterで取り上げられたことから大きな話題を呼び、全国紙などでも広く報道された。

### スカイマークの「サービスコンセプト」
スカイマークは、2012年、8項目からなるサービスコンセプトを導入。B5判の紙1枚に印刷し、各席前のシートポケットに入れた。その内容は「収納の援助をいたしません」、「従来の航空会社のような丁寧な言葉遣いを義務付けておりません」などと客室乗務員のサービス方針を説明するもので「機内での苦情は一切受け付けません」とし「ご理解いただけないお客様は定時運航順守のため退出」いただくか「『スカイマークお客様相談センター』あるいは『消費生活センター』等に連絡されますようお願いいたします」と結ばれ、カスタマーハラスメントを含む一切の苦情に対し厳しい姿勢を打ち出したものといえる。ネット上では「目的地に無事着くなら、それで十分」と理解する声もあった反面、航空政策に詳しい筑波学院大学の大島愼子学長（当時）は「読む側の気持ちを考えていない表現が多すぎる」、「客を不快にしないことも大事な仕事」と苦言を呈した。結局、サービスコンセプトは、消費者庁から「民間会社のクレーム対応を公的機関に肩代わりさせるとは、いかがなものか」との指摘を受け、客室ポケットから回収されることとなった。
西久保慎一社長（当時）は、消費生活センターへの連絡を求めた点については、消費者庁を訪ね「クレーム対応を急ぐあまり、うかつなことをした」と陳謝した一方、週刊現代の取材に対しては「第一、われわれはサービス業ではなく輸送業者です」、「平たく言えば、新幹線に乗車したときに受ける程度のサービスをイメージしてもらえたら」と同社のサービスに対する基本的な考え方を説明した。また、サービスコンセプトの文面の原案は社長自身が考え、それを担当者が手直ししたものであると明かし、利用客に目を留めてもらうため、意図的に引っ掛かりのある表現をとったと話した。クレームは、言った本人はもちろん、機内でそれを聞いている他の利用客も不快になることを挙げ、他社に比べ折り返し時間が短いがゆえに、（カスタマーハラスメントを含む）ヘビークレームに対応する余裕がないことから「スカイマークがどういうスタンスで機内サービスを行っているかをはじめから理解してくれていたら、お客さんもそんなクレームを言わないはず」との考えから公表した文書であると説明した。「サービスコンセプト」を出すことを一番歓迎したのは客室乗務員であり「会社からハッキリした姿勢を示してもらって仕事がしやすくなりました」とほぼすべての客室乗務員が言っている、と意義を強調した。
なお、2024年8月、スカイマークは「カスタマーハラスメントに対する方針」を発表し、著しい迷惑行為に厳正に対処することを表明する一方で「これからも全社一丸となり、安全・安心・快適なフライトと温かく誠実なサービス」を提供していくとした。

### 法律・条例
店で大声をあげたり、業務を妨げたり、無理に居座ったりする行為は、日本の刑法では威力業務妨害罪や不退去罪に問われる可能性がある。日本の法律でその他に関連する法令・条文としては、傷害罪、暴行罪、脅迫罪、恐喝罪、暴力行為処罰法、強要罪、侮辱罪、名誉棄損罪、暴力団対策法、職務強要罪、民法上の人格権やプライバシー侵害が挙げられる。
東京都では2024年（令和6年）10月4日、カスタマーハラスメントの防止をめざす条例が東京都議会本会議で可決され、成立した。カスハラ防止に焦点を当てた条例は全国初で、カスハラを「顧客等から就業者に対し、その業務に関して行われる著しい迷惑行為であって、就業環境を害するもの」と初めて定義。「何人も、あらゆる場において、カスハラを行ってはならない」と定めた。民間企業だけでなく、公的機関も対象。顧客、働く人、事業者、都のそれぞれに対して防止に向けた責務も盛り込んだ。罰則は盛り込まれず、2025年（令和7年）4月から施行された。
北海道でも2024年11月26日に同様の条例が成立、群馬県も合わせ3都道県で2025年4月から防止条令が施行された。
また、三重県桑名市は市の警告に対し改善が不十分な悪質加害者の氏名公表（事実上の制裁措置）を盛り込んだ条令を同日に施行するとともに被害を受けた従業員や公務員らの訴訟費用を補助制度も設けた。氏名公表という制裁措置を盛り込んだことについては、様々な声があり「抑止力になる」と話す市民もいる一方で、池内裕美教授は「私自身は（上述の東京都のような）理念条例で十分だと思ってはいます」と話し「いったん氏名を公表してしまうと、行き渡った情報を回収することはできな」い、「すぐにSNSで情報共有されて、その人のプライバシーあるいはその周辺まで影響を及ぼす可能性」があるとし、そうなった時に「市が責任を取れるのか」「その人を罰するのは法であって市ではない」かと、氏名公表に否定的な見方をした。市の担当者は、氏名公表によりSNSなどで非難が殺到した場合などにどう対応するのかという質問に対して「外部の機関と連携し、対応を検討する」と答えるにとどめた。
岩手・栃木・埼玉・静岡・愛知・三重・和歌山の各県も制定を検討している。

## 逆カスタマーハラスメント
カスタマーハラスメントとは逆に、従業員が顧客に対して迷惑行為を行うことがあり、そのような現象は「逆カスタマーハラスメント（逆カスハラ）」と呼ばれる。
2024年5月、NEWSポストセブンは、ファストフード店で、客とトラブルになった男性スタッフが「おい、表出ろ！」とカウンターテーブルを何度も叩いている様子の動画を入手し、動画を切り取った静止画と共に、逆カスハラの例として報じている。動画によれば、客が呆然とする一方、店員の怒りはヒートアップするばかりで、ついにはカウンターを飛び出した男性店員の腕を女性スタッフが掴み「ほかのお客様のご迷惑になるでしょ！」と止めに入ったという。動画を撮影した人物によると、男性客が、アイスを注文しようとしたところ、マシンが故障中だと聞き「（故障について）貼り紙をしたほうがいいんじゃないか」と指摘した結果、このような騒動に発展したといい、動画がネット上で拡散されると「逆カスハラ」「怖すぎる」「一時的でも閉店すべき」といった声があった。近隣住民によれば、警察が到着してようやく収束したとのことであるが、その間も男性スタッフは怒りっぱなしで、店頭に人だかりができるほどの騒ぎとなった。
東京都がカスタマーハラスメント防止条例制定に先立ち、都民に意見を募ったところ「顧客を加害者、就業者を被害者と決めつけた一方的な議論がなされて」いる、「就業者から顧客等に対しての威圧的な態度や暴言等のハラスメント行為も条例で禁止すべき」といった意見がみられ、都は「誰もがハラスメントの被害者にも加害者にもなり
得る」、「顧客等の正当な意見を主張する権利を不当に侵害しないよう、配慮規定も設ける」ことを検討したいとの考え方を示した 。
2024年10月11日に制定された「東京都カスタマー・ハラスメント防止条例」においては、「顧客等と就業者とが対等の立場において相互に尊重することを旨としなければならない」（3条2項）、「この条例の適用に当たっては、顧客等の権利を不当に侵害しないように留意しなければならない」（5条）との規定が置かれた。
東京都が募集した意見の中には「正当な意見を主張しても、企業にカスハラとされ、対応を打ち切られた場合はどうすればいいのか」というものがあり、日本アンガーマネジメント協会の戸田久実代表理事によれば、正当なクレームなのに、カスハラとみなされた上で上司に取り次がれ、上司がカスハラ客として対応することで客が怒りを増幅させてしまったという相談を何度も受けているという。戸田は、こうした事態を避けるため、事業者に対しては客の怒りに振り回されず「適切な判断」を下すことを求め、客に対しては「正当なクレームとして受け取ってもらえるような伝え方」が重要であると話す。このように、本来ハラスメントではないものにハラスメントというレッテルが貼られてしまう現象は「ハラスメント・ハラスメント（ハラハラ）」と呼ばれる。